# Ruslan Tiumenbayev
Ruslan Tiumenbayev (Frunze, Kirguistán, 28 de mayo de 1986) es un deportista kirguís especialista en lucha grecorromana donde llegó a ser medallista de bronce olímpico en Pekín 2008.

## Carrera deportiva
En los Juegos Olímpicos de 2008 celebrados en Pekín ganó la medalla de bronce en lucha grecorromana de pesos de hasta 60 kg, tras el luchador ruso Islambek Albiev (oro), el kazajo Nurbakyt Tengizbayev (plata) y empatado con el chino Sheng Jiang (bronce).